# Finlandia na Letnich Igrzyskach Olimpijskich 1952
Finlandię na Letnich Igrzyskach Olimpijskich 1952 reprezentowało 258 zawodników, 228 mężczyzn i 30 kobiet.

## Zdobyte medale
| Medal  | Zawodnik | Dyscyplina           | Konkurencja                                   | Rezultat     |
| ------ | --- | -------------------- | --------------------------------------------- | ------------ |
| Złoto  | Pentti Hämäläinen | Boks                 | Waga kogucia mężczyzn                         | [ 1 ] [ 2 ]  |
| Złoto  | Thorvald Strömberg | Kajakarstwo          | K-1 10 000 mężczyzn                           | 47:22,8      |
| Złoto  | Kurt Wires Yrjö Hietanen                                                                                                   | Kajakarstwo          | K-2 1 000 mężczyzn                            | 3:51,1       |
| Złoto  | Kurt Wires Yrjö Hietanen                                                                                                   | Kajakarstwo          | K-2 10 000 mężczyzn                           | 44:21,3      |
| Złoto  | Sylvi Saimo | Kajakarstwo          | K-1 500 kobiet                                | 2:18,4       |
| Złoto  | Kelpo Gröndahl | Zapasy               | Waga do 87 kg w stylu klasycznym mężczyzn     | [ 1 ] [ 6 ]  |
| Srebro | Thorvald Strömberg | Kajakarstwo          | K-1 1 000 mężczyzn                            | 4:09,7       |
| Srebro | Vilho Ylönen | Strzelectwo          | Karabin małokalibrowy 3 postawy 50 m mężczyzn | 1164 pkt     |
| Srebro | Kalervo Rauhala | Zapasy               | Waga do 79 kg w stylu klasycznym mężczyzn     | [ 1 ] [ 6 ]  |
| Brąz   | Toivo Hyytiäinen | Lekkoatletyka        | Rzut oszczepem mężczyzn                       | 71,89 m      |
| Brąz   | Erkki Pakkanen | Boks                 | Waga lekka mężczyzn                           | [ 1 ] [ 9 ]  |
| Brąz   | Erkki Mallenius | Boks                 | Waga lekkopółśrednia mężczyzn                 | [ 1 ] [ 9 ]  |
| Brąz   | Harry Siljander | Boks                 | Waga półciężka mężczyzn                       | [ 1 ] [ 10 ] |
| Brąz   | Ilkka Koski | Boks                 | Waga ciężka mężczyzn                          | [ 1 ] [ 11 ] |
| Brąz   | Onni Lappalainen Berndt Lindfors Paavo Aaltonen Kaino Lempinen Heikki Savolainen Kalevi Laitinen Kalevi Viskari Olavi Rove | Gimnastyka           | Wielobój drużynowo mężczyzn                   | 564,2 pkt    |
| Brąz   | Olavi Mannonen Lauri Vilkko Olavi Rokka                                                                                    | Pięciobój nowoczesny | Drużynowo mężczyzn                            | 213 pkt      |
| Brąz   | Veikko Lommi Kauko Wahlsten Oiva Lommi Lauri Nevalainen                                                                    | Wioślarstwo          | Czwórka ze sternikiem mężczyzn                | 7:30,09      |
| Brąz   | Adolf Konto Ernst Westerlund Paul Sjöberg Ragnar Jansson Rolf Turkka                                                       | Żeglarstwo           | Klasa 6,0 m mieszana                          | 3,944 pkt    |
| Brąz   | Tauno Mäki | Strzelectwo          | Biegnący jeleń 100 m mężczyzn                 | 407 pkt      |
| Brąz   | Leo Honkala | Zapasy               | Waga do 52 kg w stylu klasycznym mężczyzn     | [ 1 ] [ 17 ] |
| Brąz   | Tauno Kovanen | Zapasy               | Waga pow. 87 kg w stylu klasycznym mężczyzn   | [ 1 ] [ 18 ] |
| Brąz   | Olavi Ojanperä | Kajakarstwo          | C-1 1 000 mężczyzn                            | 5:08,5       |